# Camillo Barany Hindard
Camillo Barany Hindard (Paullo, 26 aprile 1889 – Etiopia, 12 febbraio 1936) è stato un militare italiano.

## Biografia
Camillo Hindard Barany nacque a Paullo, nel milanese, il 26 aprile 1889, figlio di piccoli proprietari terrieri ungheresi di religione ebraica.
Nel 1909 si arruolò nelle file dei rivoluzionari messicani combattendo la dittatura di Porfirio Díaz. Con lo scoppio della prima guerra mondiale nel 1914 tornò in Europa ed entrò a far parte della Legione Garibaldina, un corpo di circa 5.000 volontari italiani inquadrato come "4º reggimento di marcia del 1° straniero" posto agli ordini di Peppino Garibaldi, partecipando alla battaglia delle Argonne e alla battaglia di Verdun. Con lo scioglimento della Legione il 6 marzo 1915 e l'entrata in guerra dell'Italia a maggio dello stesso anno, si arruolò volontario negli Alpini, dove venne nominato sottotenente. Nel 1919 partecipò all'impresa di Fiume di Gabriele D'Annunzio. Avvicinatosi al fascismo, partecipò alla Marcia su Roma nel 1922. Nel 1925 prese parte alle operazioni militari italiane in Libia agli ordini del generale Rodolfo Graziani con il grado di centurione nella 1ª legione libica della Milizia Volontaria per la Sicurezza Nazionale.
Sposatosi con Caterina Maggi, originaria di Maccagno, nel 1930 si trasferì in Sardegna, dove intraprese la professione di agronomo per conto della Società Bonifiche Sarde, partecipando alla fondazione della città di Mussolinia (oggi Arborea). Passò poi alle dipendenze dell'Opera Nazionale Combattenti, collaborando alla bonifica dell'Agro Pontino e alla fondazione di Littoria (oggi Latina).
Nel 1935 partì per la guerra d'Etiopia arruolandosi nelle Camicie Nere. Nominato centurione comandante della 18ª Compagnia "Littoria" della 4ª Divisione CC.NN. "3 gennaio", venne colpito ad un braccio durante la battaglia dell'Amba Aradam. Tornato al fronte con il braccio ingessato dopo aver rifiutato la regolamentare licenza di convalescenza, durante un attacco abissino accorse in soccorso dei suoi commilitoni in difficoltà e venne ferito mortalmente presso il villaggio di Taga-Taga. Fu sepolto a Macallè.
La sua morte diede «l'occasione al regime di creare un nuovo mito della conquista dell'impero e di irrobustire quella parte dell'ebraismo italiano più vicina alle idee fasciste di grandezza e arditismo nazionale».

## Citazioni e riferimenti
- Dopo la morte, in epoca fascista gli venne dedicata la pineta di Arborea, che ospita anche una stele commemorativa in travertino
- Gli venne intitolato il distretto militare di Latina, intitolato poi a Goffredo Mameli dopo la caduta del fascismo; oggi è sede della facoltà di ingegneria del polo universitario).
- A Lodi il suo nome fu inserito sul cippo a ricordo i lodigiani insigniti della Medaglia d'oro al valor militare.
- Fu utilizzato come personaggio nel romanzo Canale Mussolini di Antonio Pennacchi.[3]